# Canton de Bourges-3
Le canton de Bourges-3 est une circonscription électorale française située dans le département du Cher et la région Centre-Val de Loire.
À la suite du redécoupage cantonal de 2014, les limites territoriales du canton sont remaniées.

## Histoire
Le canton de Bourges-III a été créé par le décret du 2 août 1973 à la suite du démantèlement de l'ancien canton de Bourges.
Un nouveau découpage territorial du Cher entre en vigueur en mars 2015, défini par le décret du 21 février 2014, en application des lois du 17 mai 2013 (loi organique 2013-402 et loi 2013-403). Les conseillers départementaux sont, à compter de ces élections, élus au scrutin majoritaire binominal mixte. Les électeurs de chaque canton élisent au Conseil départemental, nouvelle appellation du Conseil général, deux membres de sexe différent, qui se présentent en binôme de candidats. Les conseillers départementaux sont élus pour 6 ans au scrutin binominal majoritaire à deux tours, l'accès au second tour nécessitant 12,5 % des inscrits au 1er tour. En outre la totalité des conseillers départementaux est renouvelée. Ce nouveau mode de scrutin nécessite un redécoupage des cantons dont le nombre est divisé par deux avec arrondi à l'unité impaire supérieure si ce nombre n'est pas entier impair, assorti de conditions de seuils minimaux. Dans le Cher, le nombre de cantons passe ainsi de 35 à 19. La composition du canton de Bourges-3 est remaniée.

## Géographie
Ce canton est organisé autour de Bourges dans l'arrondissement de Bourges. Son altitude varie de 120 m (Bourges) à 169 m (Bourges) pour une altitude moyenne de 153 m.

## Représentation

### Représentation avant 2015
| Période | Période           | Identité                        | Étiquette | Qualité |
| ------- | ----------------- | ------------------------------- | --------- | --- |
| 1973    | 1982              | Marguerite Renaudat (1924-2016) | PCF       | Professeur Première adjointe au maire de Bourges                                                                       |
| 1982    | 1983 (annulation) | François Deschamps              | RPR       | Informaticien chez Aérospatiale Conseiller régional                                                                    |
| 1983    | 2001              | Marguerite Renaudat             | PCF       | Professeur Première adjointe au maire de Bourges                                                                       |
| 2001    | 2008              | Roland Chamiot                  | RPR       | Cadre technique d'EDF-GDF Maire de Bourges (2004-2005) Suppléant du député Louis Cosyns (2002-2012)                    |
| 2008    | 2015              | Yann Galut                      | PS        | Avocat Député du Cher (1997-2002, 2012-2017) Vice-président du Conseil général Elu en 2015 dans le Canton de Bourges-1 |

### Représentation après 2015
| Période élective | Période élective | Mandat | Mandat           | Identité             | Nuance | Nuance | Qualité                                                                                               |
| ---------------- | ---------------- | ------ | ---------------- | -------------------- | ------ | ------ | --- |
| 2015             | 2021             | 2015   | 2021             | Zehira Ben Ahmed     |        | PS     | Juriste, conseillère municipale de Bourges                                                            |
| 2015             | 2021             | 2015   | 2019 (démission) | Jean-Pierre Saulnier |        | PS     | Président du conseil général (2013-2015) Ancien conseiller général du canton de Bourges-5 (1998-2015) |
| 2015             | 2021             | 2019   | 2021             | Hugo Lefelle         |        | PS     | Historien, adjoint au maire de Bourges                                                                |
| 2021             | 2028             | 2021   | en cours         | Zéhira Ben Ahmed     |        | PS     | Juriste, conseillère municipale de Bourges                                                            |
| 2021             | 2028             | 2021   | en cours         | Hugo Lefelle         |        | PS     | Adjoint au maire de Bourges                                                                           |

### Résultats détaillés

#### Élections de mars 2015
À l'issue du 1er tour des élections départementales de 2015, deux binômes sont en ballottage : Audrey Di Prima et Wladimir D'Ormesson (Union de la Droite, 33,18 %) et Zehira Ben Ahmed et Jean-Pierre Saulnier (PS, 30,53 %). Le taux de participation est de 41,39 % (4 125 votants sur 9 966 inscrits) contre 51 % au niveau départementalet 50,17 % au niveau national.
Au second tour, Zehira Ben Ahmed et Jean-Pierre Saulnier (PS) sont élus avec 52,23 % des suffrages exprimés et un taux de participation de 41,61 % (1 912 voix pour 4 147 votants et 9 966 inscrits).

#### Élections de juin 2021
Le premier tour des élections départementales de 2021 est marqué par un très faible taux de participation (33,26 % au niveau national). Dans le canton de Bourges-3, ce taux de participation est de 22,24 % (2 123 votants sur 9 546 inscrits) contre 32,99 % au niveau départemental. À l'issue de ce premier tour, deux binômes sont en ballottage : Zéhira Ben Ahmed et Hugo Lefelle (PS, 52,78 %) et Corine Malroux et Philippe Mercier (Union au centre et à droite, 47,22 %).
Le second tour des élections est marqué une nouvelle fois par une abstention massive équivalente au premier tour. Les taux de participation sont de 34,3 % au niveau national, 34,03 % dans le département et 25,84 % dans le canton de Bourges-3. Zéhira Ben Ahmed et Hugo Lefelle (PS) sont élus avec 55,44 % des suffrages exprimés (1 234 voix pour 2 467 votants et 9 549 inscrits),,. 

## Composition

### Composition avant 2015
Le canton de Bourges-III se composait de la portion de territoire de la ville de Bourges déterminée par l'axe des voies ci-après : route nationale n° 153 Moulins—Bourges, depuis son entrée au Sud-Est dans la commune de Bourges, avenue de Dun-sur-Auron, rue Jean-Baffier jusqu'à la place du 8-Mai, rampe Marceau, boulevard Lamarck, quai d'Auron, pont sur l'Auron, rivière l'Auron jusqu'à sa jonction en aval avec l'ancien canal du Berry, assiette de l'ancien canal du Berry jusqu'au pont de l'Industrie, boulevard de l'Industrie jusqu'au carrefour du Beugnon, assiette de la voie de l'ancien chemin de fer économique boulevard de l'Avenir jusqu'à la rue Jean-Jacques-Rousseau, route de la Chapelle-Saint-Ursin, prolongée par le chemin départemental n° 16 jusqu'à la limite Ouest de la commune de Bourges et les limites des communes de La Chapelle-Saint-Ursin, Subdray, Trouy, Plaimpied et Soye-en-Septaine jusqu'à la route nationale n° 153.

### Composition à partir de 2015
| Nom                             | Code Insee | Intercommunalité | Superficie (km2) | Population (dernière pop. légale)                | Densité (hab./km2) | Modifier                                    |
| ------------------------------- | ---------- | ---------------- | ---------------- | ------------------------------------------------ | ------------------ | ------------------------------------------- |
| Bourges (bureau centralisateur) | 18033      | CA Bourges Plus  | 68,74            | Fraction : 13 923 (2022) Commune : 64 238 (2022) | 935                | modifier les données · modifier les données |
| Canton de Bourges-3             | 1805       |                  |                  | 13 923 (2022)                                    |                    | modifier les données                        |

Le nouveau canton de Bourges-3 comprend la partie de la commune de Bourges située à l'est d'une ligne définie par l'axe des voies et limites suivantes : depuis la limite territoriale de la commune de Fussy, avenue du Général-Charles-de-Gaulle, passerelle, chemin des Quatre-Pelles, cours de l'Yèvre, cours d'eau du cours de l'Yèvre au cours de la Voiselle, cours de la Voiselle, boulevard du Général-Chanzy, boulevard Georges-Clemenceau, place Philippe-Devoucoux, cours Anatole-France, ruelle de Nevers, rue de Sarrebourg, place Malus, boulevard Auger, place Pierre-Hervier, rue de la Salle-d'Armes, rue des Fonds-Gaidons, avenue des Dumones, rue du Colonel-Filloux, ligne droite de l'extrémité de la rue du Colonel-Filloux à l'angle de la rue du Lieutenant-Arnaud-Lefebvre et de la rue du Général-Weygand, rue du Lieutenant-Arnaud-Lefebvre, rue du Lieutenant-Colonel-Roger-Gaucher (incluse), ligne droite entre la rue du Lieutenant-Colonel-Roger-Gaucher et la rue du Général-Marchand, rue du Général-Marchand (incluse), rue Eric-Tabarly (incluse), chemin de la Folie-Bâton, ligne droite de l'extrémité du chemin de la Folie-Bâton à la route nationale 142, route nationale 142, jusqu'à la limite territoriale de la commune de Saint-Germain-du-Puy.

## Démographie

### Démographie avant 2015
| 1975 | 1982 | 1990   | 1999   | 2006   | 2011   | 2012   |
| ---- | ---- | ------ | ------ | ------ | ------ | ------ |
| -    | -    | 20 198 | 20 882 | 21 219 | 19 822 | 20 083 |

### Démographie depuis 2015
En 2022, le canton comptait 13 923 habitants, en évolution de −7,04 % par rapport à 2016 (Cher : −2,48 %, France hors Mayotte : +2,11 %).
| 2013   | 2018   | 2022   |
| ------ | ------ | ------ |
| 15 686 | 14 450 | 13 923 |